# 350

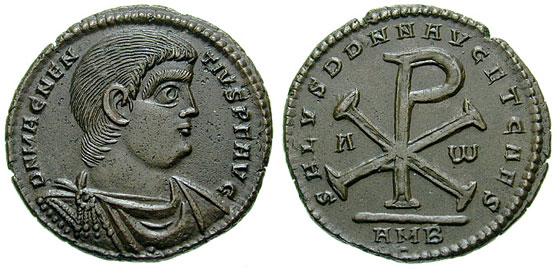
Magnus Magnentius

Het jaar 350 is het 50e jaar in de 4e eeuw volgens de christelijke jaartelling.

## Gebeurtenissen

### Europa
- 18 januari - Magnus Magnentius, Romeins usurpator, laat zichzelf tijdens een banket in Augustodonum (Gallië) tot keizer uitroepen.
- Februari - Keizer Constans I wordt uit Rome verdreven en vlucht naar de Pyreneeën. Hij wordt echter in Castrum Helenae vermoord.
- Ermanarik, koning van de Ostrogoten, onderwerpt met geweld de Gepiden, Sarmaten en Scythen. Hij regeert streng over deze overwonnen volken en stimuleert de handel.

### Balkan
- 1 maart - Vetranio wordt in Illyricum tot Caesar benoemd. Hij onderhandelt met Constantius II en sluit een verbond met Magnentius.
- 25 december - Keizer Constantius II spreekt in Naissus (Servië) het leger toe. Vetranio treedt vreedzaam af en krijgt een pensioen.

### Perzië
- Koning Shapur II moet zijn strijd in Mesopotamië onderbreken en trekt met een Perzisch expeditieleger naar het Oosten.
- De Hunnen vallen het Perzische Rijk binnen en voeren een plunderveldtocht. Zij ontketenen de Grote Volksverhuizing.

### Italië
- 3 juni - Nepotianus, neef van Constantius II, aanvaardt Magnentius niet op de troon en trekt met opstandige gladiatoren Rome binnen.
- 30 juni - Nepotianus wordt in opdracht van Magnentius vermoord en zijn opstand wordt onderdrukt. Hij regeert slechts 28 dagen.

### India
- In India worden de twee grootste epische dichtwerken Mahabharata en Ramayana, in het Sanskriet in hun definitieve vorm vastgelegd.

## Geboren
- Honoratus van Arles, Frans aartsbisschop (overleden 429)
- Rabbula van Edessa, Syrische bisschop (waarschijnlijke datum)
- Theodorus van Mopsuestia, bisschop en theoloog (waarschijnlijke datum)
- Zosimos van Panopolis, Grieks alchemist (waarschijnlijke datum)

## Overleden
- Constans I, keizer van het Romeinse Rijk
- Martinus van Tongeren, bisschop (waarschijnlijke datum)
- 30 juni - Nepotianus, keizer van Rome